# Línea 429c (Santiago de Chile)
La Línea 429c de Red (anteriormente llamado Transantiago) une la Quilicura con el Metro Tobalaba, recorriendo toda la Avenida Providencia. Es la variante del 429 regular.
La 429c es uno de los recorridos principales del sector poniente de Quilicura, así como también de acceso al Mall Plaza Norte y a través del Metro Vespucio Norte, acercándolos en su paso, también a la Avenida Providencia.
Formó parte de la Unidad 4 del Transantiago, operada por Express de Santiago Uno, correspondiéndole el color naranjo a sus buses. El 14 de enero de 2023 el recorrido es traspasado a la Unidad de servicios 6 de Red operado por RBU Santiago con los buses rojos.

## Flota
El 429c opera con buses de chasis Volvo B7R-LE y B290R-LE, de 12 metros con capacidad cercana a las 90 personas. Todos estos buses son carrozados por Marcopolo, con el modelo Gran Viale (rígido).

## Historia
El servicio 429c es creado en junio de 2012 como una variante corta del servicio 429, con el fin de conectar Quilicura con providencia y el centro comercial Costanera Center, utilizando el túnel San Cristóbal. El servicio desde entonces no ha sufrido grandes modificaciones.

## Trazado

### 429c Quilicura - Metro Tobalaba
| - Comuna de Quilicura - Aníbal Pinto - Intendente Saavedra - General San Martín - Av. Manuel Antonio Matta - Lo Cruzat - Av. Lo Marcoleta - Autovía Santiago Lampa - Comuna de Conchalí - Autopista Vespucio Norte - Caletera Vespucio - Comuna de Recoleta - Caletera Vespucio - Túnel San Cristóbal - Comuna de Providencia - Los Conquistadores - La Concepción - Nueva Providencia - Av. Providencia | - Comuna de Providencia - Av. Tajamar - Nueva Tajamar - Av. El Cerro - Túnel San Cristóbal - Américo Vespucio Norte - Comuna de Huechuraba - Caletera Vespucio - Comuna de Quilicura - Caletera Vespucio - Av. Presidente Eduardo Frei Montalba - Av. Lo Marcoleta - Av. Lo Cruzat - Av. Manuel Antonio Matta - General San Martín - Américo Vespucio Norte - Colo Colo - Saladillo - Camino Lo Echevers (Ruta G-16) |

## Puntos de Interés
- Mall Plaza Norte
- Metro Vespucio Norte
- Cementerio Parque del Recuerdo
- Metro Tobalaba